# Sergej Belavenec
Sergej Vsevolodovič Belavenec (in russo Сергей Всеволодович Белавенец?, traslitterato Sergey Belavenets secondo lo stile anglosassone; Smolensk, 8 settembre 1910 – Staraja Russa, 7 marzo 1942) è stato uno scacchista sovietico.
Il suo miglior risultato è considerato il terzo posto a Leningrado nel Campionato Sovietico del 1939, dietro Botvinnik e Kotov.
Altri risultati di rilievo:
- 1925:  4º a Minsk nel campionato della Bielorussia (all'età di 15 anni)
- 1932:  1º-3º nel campionato di Mosca
- 1934: =1º con Smyslov nel 4º campionato della Repubblica Sovietica Russa
- 1937: =1º con Alatorcev nel campionato di Mosca
- 1938: =1º con Smyslov nel campionato di Mosca
- 1941:  2º nel campionato di Mosca, dietro Kotov.

Dopo l'invasione dell'Unione Sovietica da parte della Germania nazista si arruolò nell'Armata Rossa. Morì in battaglia all'età di 32 anni nei pressi della città di Staraja Russa.
Sua figlia Ljudmila ha vinto nel 1975 il 35º Campionato sovietico femminile e il 4º Campionato del mondo per corrispondenza femminile (1984-1992).